# 왕종성 (1878년)
왕종성(王宗性, 1878년 음력 8월 2일 ~ ?)은 대한제국과 일제강점기 초기의 관료이다.

## 생애
1905년에 한성부에서 상업 교육을 목적으로 설립된 사립 학교인 광성실업학교에 입학하여 신학문을 공부했다. 같은 해 탁지부 세무주사로 채용되어 대한제국 말기에 세무 관리로 일했다.
1907년에는 제주도의 제주세무서와 정의세무서에 차례로 발령받아 근무했다. 1908년을 기준으로 재무서 전주재무감독국 소속 정의재무서에서 9품 관리로 일하고 있었다.
1910년에는 한일 병합 조약으로 조선총독부 체제가 출범하였다. 왕종성은 총독부 군서기로 임용되어 당시 전라남도에 속해 있던 제주군에서 그대로 근무했다. 이후 전라남도 강진군과 장흥군, 보성군 서기를 차례로 지냈다.
전라남도 군속이던 1923년에 총독부 군수로 승진하여 고흥군 군수로 임명되었다. 1927년까지 고흥군수로 재직 중이었고, 종7위에 서위되어 있었다.
민족문제연구소가 2008년에 공개한 민족문제연구소의 친일인명사전 수록예정자 명단 중 관료 부문에 포함되었다.

## 참고자료
- 왕종성(王宗性) - 국사편찬위원회